# Florence (Jižní Karolína)
Florence je město v okresu Florence County ve státě Jižní Karolína ve Spojených státech amerických. Je 11. nejlidnatějším městem v Jižní Karolíně a zároveň správním městem okresu Florence. Město je důležitým silničním i železničním dopravním uzlem nejen v Jižní Karolíně, ale na celém jihovýchodě Spojených států.
K roku 2020 zde žilo 39 899 obyvatel. S celkovou rozlohou 61 km² byla hustota zalidnění 658 obyvatel na km². Leží v oblasti s vlhkým subtropickým podnebím. 